# Обратна осмоза
Обратната осмоза е технология за пречистване на водата, която използва полупропусклива мембрана за отстраняване на йони, молекули и по-големи частици от питейната вода. При обратната осмоза се прилага налягане за преодоляване на осмотичното налягане, колигативно свойство, което се задвижва от разликите в химичния потенциал на разтворителя, който е термодинамичен параметър. Обратната осмоза може да отстрани много видове разтворими и суспендирани видове от водата, включително бактерии, и се използва както в промишлени процеси, така и в производството на питейна вода. Резултатът е, че разтвореното вещество се задържа в страната на мембраната, която е под налягане, а чистият разтворител се оставя да премине от другата страна. За да бъде „избирателно пропусклива“, тази мембрана не бива да позволява пропускането на големи молекули или йони през порите, но трябва да позволява на по-малките компоненти на разтвора (като молекулите на разтворителя) да преминават свободно.
В процеса на нормалната осмоза, разтворителят естествено преминава от област с по-ниска концентрация на разтвореното вещество (висок воден потенциал) през мембраната към зона с по-висока концентрация на разтвора (нисък воден потенциал). Задвижващата сила, нужна за придвижването на разтворителя, се получава заради намаляването на свободната енергия на системата. Когато разликата в концентрацията на разтворителя от всяка страна на мембраната се намалява, генерира се осмотично налягане, дължащо се на преминаването на разтворителя в по-концентрирания разтвор. Прилагането на външно налягане за обръщане на естествения поток на чист разтворител се нарича обратна осмоза. Процесът е подобен на други мембранни технологични приложения. Съществуват обаче ключови разлики между обратната осмоза и филтрацията. Преобладаващият механизъм за отстраняване при мембранно филтриране е опъване или изключване на размера, така че процесът теоретично може да постигне перфектна ефективност, независимо от параметри като налягането и концентрацията на разтвора. Обратната осмоза включва и дифузия, което прави процеса зависим от налягането, скоростта на потока и други условия. Обратната осмоза е известна най-вече с нейното приложение в пречистването на морската вода, превръщайки я в питейна, като отделя солта и другите замърсители от водните молекули.

## История
Процесът на осмоза през полупропускливи мембрани е забелязан за първи път през 1748 г. от Жан-Антоан Ноле (фр. Jean-Antoine Nollet). През следващите 200 години осмозата е само явление, наблюдавано в лабораториите. През 1950 г. Калифорнийският университет в Лос Анджелис първи изследва обезсоляването на морската вода с помощта на полупропускливи мембрани. В средата на 50-те години изследователи от Калифорнийския университет в Лос Анджелис и от Университета на Флорида успешно произвеждат годна за пиене вода от морска вода, но от търговска гледна точка добивът е твърде малък, за да бъде жизнеспособен. Следва откритието в Калифорнийския университет в Лос Анджелис от Сидни Льоб и Сриниваса Сурирайан от Националния изследователски съвет на Канада в Отава, на техники за изработване на асиметрични мембрани, характеризиращи се с ефективен тънък слой „кожа“, нанесен върху силно порестата и много по-дебела субстратна област на мембраната. По-късно Джон Кадот от FilmTec Corporation открива, че мембрани с особено висок поток и ниско преминаване на сол, могат да бъдат получени чрез междуфазна полимеризация на м-фенилендиамин и тримезоилхлорид. Патентът на Кадот за този процес става обект на съдебни дела, но срокът му вече е изтекъл. Понастоящем по този метод се правят почти всички мембрани за търговско използване на обратна осмоза. До края на 2001 г., в експлоатация или в етап на планиране са били около 15 200 инсталации за обезсоляване, като приблизително 20% от тях са в САЩ – най-големият брой от всяка страна в света. По отношение на капацитета, обаче, САЩ се класират втори в световен мащаб.
 През 1977 г. Кейп Коръл, Флорида, става първата община в Съединените щати, която използва обратна осмоза в голям мащаб, с първоначален оперативен капацитет от 11,35 милиона литра (11 350 m³) на ден. До 1985 г., поради бързото нарастване на населението на Кейп Коръл, градът разполага с най-голямото предприятие за обратна осмоза с ниско налягане в света, способно да произвежда 56,8 млн. литра на ден (56 800 m³/ден).

## Процес
Осмозата е естествен процес. Когато два разтвора с различна концентрация на разтворено вещество са разделени от полупропусклива мембрана, разтворителят има тенденцията да се мести от ниски към високи концентрации на разтвореното вещество, за балансиране на химичния потенциал.
Формално, обратната осмоза е процесът на принуждаване на разтворител от област с висока концентрация на разтвореното вещество да премине през полупропусклива мембрана до област с ниска концентрация на разтвореното вещество, чрез прилагане на налягане, което преодолява осмотичното налягане. Най-голямото и най-важно приложение на обратната осмоза, е отделянето на чиста вода от вода с висока концентрация на соли (като например морската вода); солената вода е подложена на налягане върху едната повърхност на мембраната, което води до придвижване на вода с ниска концентрация на сол през мембраната и появата на питейна вода от страната с ниско налягане.
Използваните мембрани за обратна осмоза имат плътен слой в полимерната матрица – или кожата на асиметрична мембрана, или междуфазовото полимеризиран слой в тънкослойна композитна мембрана – където се извършва разделянето. В повечето случаи мембраната е проектирана така, че да позволява през този плътен слой да преминава само водата, като същевременно предотвратява преминаването на разтворени вещества (като солни йони). Този процес изисква да се упражнява високо налягане на страната с висока концентрация на мембраната, обикновено между 2 – 17 бара за прясна вода и между 40 – 82 бара за морска вода, която има приблизително 27 бара естествено осмотично налягане, което трябва да бъде преодоляно. Този процес е най-известен с използването му при обезсоляване (отстраняване на солта и други минерали от морската вода, за да се получи питейна вода), но от началото на 70-те години се използва и за пречистване на питейна вода за медицински, промишлени и битови цели.

## Приложения за питейната вода

### Пречистване на питейната вода
В целия свят системите за пречистване на питейната вода за домакинствата, включително стъпката на обратна осмоза, обикновено се използват за подобряване на водата за пиене и готвене.
Такива системи обикновено включват редица стъпки:
- седиментен филтър за улавяне на частици, включително ръжда и калциев карбонат
- по желание, втори седиментен филтър с по-малки пори
- филтър с активен въглен за задържане на органични химикали и хлор, които биха атакували и разграждалит тънкослойни съставни мембрани за обратна осмоза
- филтър за обратна осмоза, който представлява тънкослойна композитна мембрана
- по желание, втори въглероден филтър за улавяне на онези химикали, които не се отстраняват от мембраната за обратна осмоза
- избирателно, ултравиолетова лампа за стерилизиране на всички микроби, които не се улавят при филтрирането чрез мембраната за обратна осмоза.

Най-новите разработки в тази сфера включват материали и мембрани, изработени чрез нанотехнологии.
При някои системи въглеродният предфилтър се пропуска и се използва мембрана от целулозен триацетат. ЦТА (целулозен триацетат) е мембрана от вторичен хартиен продукт, свързана със синтетичен слой и е направена така, че да позволява контакт с хлора във водата. Изисква се малко количество хлор във водоизточника, за да не се образуват бактерии в него. Типичната честота на отхвърляне на ЦТА мембраните е 85 – 95%.
Целулозната триацетатна мембрана е склонна да гние, освен ако не е защитена от хлорирана вода, докато тънкослойната композиционна мембрана е склонна да се разпадне под въздействието на хлор. Тънкослойната композитна (ТСК) мембрана е изработена от синтетичен материал и изисква хлорът да бъде отстранен преди водата да навлезе в мембраната. За да се защитят елементите на ТСК мембраната от увреждане заради хлора, въглеродните филтри се използват като предварителна обработка във всички жилищни системи за обратна осмоза. ТСК мембраните имат по-висока честота на отхвърляне (между 95 – 98%) и по-дълъг живот от ЦТА мембраните.
Преносимите водни процесори за обратна осмоза се продават за лично пречистване на вода на различни места. За да работят ефективно, подаването на вода към тези единици трябва да бъде под някакъв натиск (нормата е 280 kPa или повече). Преносимите водни процесори за обратна осмоза могат да се използват от хора, живеещи в селски райони без чиста вода, далеч от градските водопроводи. Хората в селата сами филтрират водата от реката или океана, тъй като устройството лесно се използва (солената вода може да се нуждае от специални мембрани). Някои туристи, които пътуват на дълги разстояния с лодка, които са на риболов или правят обиколки на острови, или в страни, където местното водоснабдяване е замърсено или не отговаря на стандартите, използват водни процесори с обратна осмоза, съчетани с един или повече ултравиолетови стерилизатори.
При производството на бутилирана минерална вода, водата минава през процесор за обратна осмоза, за да се отстранят замърсителите и микроорганизмите. В европейските страни обаче такава преработка на натурална минерална вода (както е определена в европейска директива) не е разрешена от европейското законодателство. На практика, част от живите бактерии могат да преминават през мембраните за обратна осмоза заради дребни несъвършенства или си проправят път през мембраната изцяло чрез малки течове в заобикалящите ги уплътнения. По този начин завършените системи за обратна осмоза могат да включват допълнителни етапи на третиране на вода, които използват ултравиолетова светлина или озон за предотвратяване на микробиологично замърсяване.
Размерите на порите на мембраната могат да варират от 0,1 до 5000 nm в зависимост от типа на филтъра. Филтрирането на частици отстранява частици от 1 μm или по-големи. Микрофилтрацията отстранява частици от 50 nm или по-големи. Ултрафилтрацията отстранява частици от около 3 nm или по-големи. Нанофилтрацията отстранява частици от 1 nm или по-големи. Обратната осмоза е в последната категория мембранна филтрация – хиперфилтрация, и отстранява частици по-големи от 0,1 nm.

#### Военна употреба: единицата за пречистване на водата с обратна осмоза
Единицата за пречистване на водата с обратна осмоза е преносима, самостоятелна водна пречиствателна станция. Проектирана за военна употреба, тя може да осигури питейна вода от почти всеки източник на вода. Има много модели, използвани от въоръжените сили на Съединените щати и Канада. Някои модели са контейнерни, някои са ремаркета, а някои са автомобили.
Всеки клон на въоръжените сили на Съединените щати има своя собствена серия модели за обратна осмоза за пречистване на водата, но всички те са подобни. Водата се изпомпва от източника в модула за обратна осмоза за пречистване на водата, където се обработва с полимер, за да започне коагулацията. След това се прекарва през мултимедиен филтър, където се подлага на първично обработване с цел премахване на мътността. Тогава се изпомпва през патронния филтър, който обикновено е със спираловидно навит памук. Този процес изчиства водата от частици по-големи от 5 μm и елиминира почти цялата мътност.
Изчистената вода след това се подава през бутална помпа с високо налягане в серия от съдове, където тя е обект на обратна осмоза. Получената вода е изчистена от 90 – 99,98% от общото количество разтворени твърди вещества и по военни стандарти не трябва да има повече от 1000 – 1500 частици на милион по мярка на електрическата проводимост. След това се дезинфекцира с хлор и се съхранява за по-нататъшна употреба.
В морския корпус на Съединените щати единицата за пречистване на водата за обратна осмоза е заменена както с олекотената система за пречистване на водата, така и с тактическите системи за пречистване на водата. Олекотените системи за пречистване на водата могат да се транспортират от Хъмви и да филтрират 470 литра за час. Тактическите системи за пречистване на водата могат да се превозват със средно голям военен камион и могат да филтрират 4500 до 5700 литра за час.

### Пречистване на отпадъчни води
В Лос Анджелис и други градове, като решение на проблема с недостига на вода, дъждовната вода, събирана от отводнителни канали, се пречиства с водни процесори с обратна осмоза и се използва за ландшафтно напояване и промишлено охлаждане.
В промишлеността чрез обратна осмоза се премахват минералите от котелната вода в електроцентралите. Водата се дестилира няколко пъти. Тя трябва да е възможно най-чиста, така че да не оставя натрупвания върху машината или да причинява корозия. Отлаганията в или извън тръбите на котела могат да доведат до слабата му производителност, намалявайки неговата ефективност и водейки до слабо производство на пара, а оттук и до слабо производство на електроенергия при турбината.
Използва се и за почистване на оттичащите се и мръсни подземни води. Отпадъците в по-големи обеми (над 500 м3/ден) трябва първо да бъдат третирани в пречиствателна станция за отпадъчни води и след това чистият отпадъчен продукт да бъде подложен на обратна осмоза. Разходите за обработване значително намаляват и се увеличава животът на системата на обратната осмоза.
Процесът на обратна осмоза може да се използва за производството на дейонизирана вода.
Обратната осмоза за пречистване на водата не изисква топлинна енергия. Поточните системи за обратна осмоза могат да се регулират чрез помпи с високо налягане. Възстановяването на пречистена вода зависи от различни фактори, включително размер на мембраната, размер на порите на мембраната, температура, работно налягане и повърхност на мембраната.
През 2002 г. Сингапур съобщи, че процес, наречен NEWater, ще бъде значителна част от бъдещите водни планове. Той включва използването на обратна осмоза за пречистване на битовите отпадъчни води, след което процесът NEWater връща водата обратно в резервоарите като питейна.

### Хранително-вкусовата промишленост
В допълнение към обезсоляването, обратната осмоза е по-икономична операция за концентриране на хранителни течности (като плодови сокове) в сравнение с традиционните процеси на топлинна обработка. Проведени са изследвания върху концентрацията на портокалов сок и доматен сок. Предимствата му включват по-ниска оперативна цена и способност да се избегнат процесите на топлинна обработка, което го прави подходящ за чувствителните към топлина вещества, като протеините и ензимите, които се намират в повечето хранителни продукти.
Обратната осмоза се използва в млечната промишленост за производството на суроватъчен протеин и за концентрацията на мляко, за да се намалят разходите за доставка. При суроватъчни приложения, суроватката (течността, останала след производството на сирене) се концентрира с обратна осмоза от 6% от общото количество твърди вещества до 10 – 20% от общото количество твърди вещества преди обработката с ултрафилтрация. След това рефрактатът за ултрафилтрация може да бъде използван за получаване на различни суроватъчни прахове, включително суроватъчен протеин изолат. Освен това ултрафилтрационният пермеат, който съдържа лактоза, се концентрира чрез обратна осмоза от 5% до 18 – 22% общо твърди вещества, за да се намалят разходите за кристализация и сушене на лактозния прах.
Въпреки че употребата на този процес във винарската промишленост някога е избягвана, тя вече е добре разбрана и използвана. През 2002 г. в Бордо, Франция са се използвали около 60 машини за обратна осмоза. Известни потребители включват много от елитните класифицирани винарни, като Шато Леовил Лас Каз в Бордо.

### Производство на кленов сироп
През 1946 г. някои производители на кленов сироп започнаха да използват обратна осмоза, за да отстранят водата от сока, преди сокът да се извари до сироп. Използването на обратна осмоза позволява около 75 – 90% от водата да бъде отстранена от соковете, намалявайки потреблението на енергия и излагането на сиропа на високи температури. Трябва да се следи микробното замърсяване и разграждането на мембраните.

### Производство на водород
При производството на водород в малък мащаб, обратната осмоза понякога се използва, за да предотврати образуването на минерали върху повърхността на електродите.

### Рифови аквариуми
Много собственици на рифови аквариуми използват системи за обратна осмоза за изкуствената им смес от морска вода. Обикновената вода от чешмата може да съдържа прекомерно количество хлор, хлорами, мед, нитрати, нитрити, фосфати, силикати и много други химикали, които са вредни за чувствителните организми в рифа. Замърсители като азотните съединения и фосфатите могат да доведат до прекомерно и нежелано израстване на водорасли. Ефективното съчетаване на обратната осмоза и дейонизацията е най-популярният сред собствениците на такъв вид аквариуми, и е за предпочитане пред други процеси за пречистване на водата, поради ниските разходи за притежание, и минималните оперативни разходи. Когато във водата се намират хлор и хлорамини, преди мембраната е необходимо филтриране с въглерод, тъй като обикновената жилищна мембрана, използвана от рифовите собственици, не се справя с тези съединения.

### Почистване на прозорци
Все по-популярен метод за почистване на прозорци е т.нар. система „водозахранван прът“. Вместо прозорците да се измиват с почистващ препарат по конвенционалния начин, те се търкат с високо пречистена вода, обикновено съдържаща по-малко от 10 частици на един милион разтворени твърди вещества, като се използва четка в края на дълъг прът, който се захваща от нивото на земята. За пречистването на водата обикновено се използва обратна осмоза.

## Обезсоляване
Областите, които нямат или имат ограничени повърхностни или подземни води, могат да прилагат обезсоляване. Обратната осмоза е все по-често срещан метод за обезсоляване, поради относително ниското потребление на енергия. През последните години, с разработването на по-ефективни устройства за възстановяване на енергия и подобрени мембранни материали, потреблението на енергия е спаднало до около 3 кВтч/м3. Според Международната асоциация за обезсоляване, през 2011 г. обратната осмоза е била използвана при 66% от инсталирания капацитет за обезсоляване (0,0445 от 0,0674 км3/ден) и при почти всички нови заводи. Другите предприятия използват предимно методи за термична дестилация: дестилация с няколко ефекта и многостепенно светкавично изпарение.
При обезсоляването на морска вода с обратна осмоза няма нужда от нагряване или фазови промени, енергийните изисквания са ниски, около 3 кВтч/м3 в сравнение с други процеси на обезсоляване, но са все още много по-високи отколкото тези, които се изискват за други форми на водоснабдяване, включително пречистването с обратна осмоза на отпадъчни води, при 0,1 до 1 кВтч/м3. До 50% от морската вода може да бъде възстановена като прясна вода, въпреки че по-ниските възстановявания могат да намалят замърсяването на мембраната и потреблението на енергия.
Обратната осмоза на солени води се отнася до обезсоляване на вода с по-ниско съдържание на сол от морската вода, обикновено от речните устия или солените кладенци. Процесът е по същество същият като обратната осмоза на морска вода, но изисква по-ниско налягане и следователно по-малко енергия. До 80% от подадената вода може да се възстанови като прясна вода в зависимост от солеността на фуража.
Най-голямата в света система за обезсоляване на морска вода се намира в Ашкелон, Израел. Проектът е разработен като изграждане-опериране-трансфер от консорциум от три международни компании: Veolia water, IDE Technologies и Elran.
Типичната единична система за обратна осмоза за морска вода се състои от:
- Поемане
- Предварителна обработка
- Помпа с високо налягане (ако не е комбинирана с възстановяване на енергия)
- Монтаж на мембрана
- Възстановяване на енергия (ако се използва)
- Реминерализация и регулиране на рН
- Дезинфекция
- Аларма / контролен панел

### Предварителна обработка
Предварителното обработване е важно при работа с обратна осмоза и нанофилтрационни мембрани, поради естеството на техния спираловиден дизайн. Материалът е конструиран по такъв начин, че да позволява само еднопосочен поток през системата. По този начин конструкцията със спираловидно навиване не позволява обратното пулсиране с вода да измие повърхността му и да отстрани твърдите частици. Тъй като натрупаният материал не може да бъде отстранен от повърхностните системи на мембраната, те са силно податливи на замърсяване (загуба на производствен капацитет). Ето защо предварителната обработка е необходимост за всяка система за обратна осмоза или нанофилтрация. Предварителната обработка в системите за обратна осмоза на морската вода имат няколко основни компонента:
- Отстраняване на твърдите вещества: Твърдите вещества във водата трябва да се отстранят и водата да се третира, за да се предотврати замърсяването на мембраните чрез фини частици или биологичен растеж и да се намали рискът от увреждане на компонентите на помпата с високо налягане.
- Филтриране с патронен филтър: По принцип полипропиленовите филтри се използват за отстраняване на частици с диаметър от 1 до 5 μm.
- Дозиране: Оксидиращи биоциди, като хлор, се добавят, за да се унищожат бактериите, последвано от дозиране с бисулфит за деактивиране на хлора, който може да унищожи тънкослойната композитна мембрана. Съществуват и инхибитори на биологичното замърсяване, които не убиват бактерии, а просто подпомагат предотвратяването на нарастването на тиня на повърхността на мембраната и стените на растенията.
- Предфилтриране: Ако рН-то, твърдостта и алкалността в захранващата вода водят до тенденция на мащабиране, когато са концентрирани в потока на отхвърляне, киселината се дозира, за да поддържа карбонатите под формата на разтворима въглеродна киселина.

CO32− + H3O+ = HCO3− + H2O
HCO3− + H3O+ = H2CO3 + H2O
- Карбоновата киселина не може да се комбинира с калций, за да се получи калциев карбонат. Тенденцията на мащабиране на калциевия карбонат се измерва с помощта на индекса на насищане на Langelier. Добавянето на прекалено много сярна киселина за контролиране на карбонатните скали може да доведе до образуване на калциев сулфат, бариев сулфат или стронциев сулфат на мембраната за обратна осмоза.
- Някои малки инсталации за обезсоляване използват „плажни кладенци“; те обикновено се пробиват на морския бряг в непосредствена близост до океана. Тези всмукателни съоръжения са сравнително прости за изграждане и морската вода, която събират, се обработва предварително чрез бавно филтриране през подземните пясъчни/морски образувания в района на източника на вода. Понякога добивите на брега също могат да донесат източник на вода с по-ниска соленост.

### Помпа с високо налягане
Помпата с високо налягане осигурява необходимото налягане, за да изтласка вода през мембраната, дори когато мембраната отхвърля преминаването на солта през нея. Типичните налягания за солни води варират от 15,5 до 26 бара или 1,6 до 2,6 MPa. В случая на морска вода, те варират от 55 до 81,5 бара или 6 до 8 МРа. Това изисква голямо количество енергия. Когато се използва регенериране на енергия, част от работата на помпата с високо налягане се извършва от устройството за възстановяване на енергия, като се намаляват енергийните входове на системата.

### Монтаж на мембрана
Мембранният монтаж се състои от съд под налягане с мембрана, която позволява да се притиска захранващата вода срещу него. Мембраната трябва да е достатъчно здрава, за да издържи натиска върху нея. Обратните осмозни мембрани са направени в различни конфигурации, като двете най-често срещани конфигурации са спираловидно навити и кухи влакна.
Само част от захранваната солна вода, помпана в мембраната, минава през мембраната с премахната сол. Оставащият „концентриран“ поток преминава по солената страна на мембраната, за да изчезне концентрирания солев разтвор. Процентът на произведената обезсолена вода спрямо потока на подаване на солена вода, е известен като „съотношение на възстановяване“. Това варира в зависимост от солеността на захранващата вода и параметрите на системата: обикновено 20% за малките морски системи, 40% – 50% за по-големите системи за морска вода и 80% – 85% за солената вода. Концентрираният поток обикновено е само с 3 бара по-малък от нагнетателното налягане и по този начин все още носи голяма част от входната енергия на помпата с високо налягане.
Чистотата на обезсолена вода е функция на солеността на фуражната вода, избора на мембрана и съотношението на възстановяване. За да се постигне по-голяма чистота, може да се добави втори проход, който обикновено изисква повторно изпомпване. Чистотата, изразена като общо разтворено твърдо вещество, обикновено варира от 100 до 400 ppm/литър в захранването с морска вода. Ниво от 500 ppm като цяло се приема като горна граница за питейната вода, а Американската администрация по храните и лекарствата класифицира минералната вода като вода, съдържаща най-малко 250 ppm.

### Възстановяване на енергия
Възстановяването на енергия може да намали потреблението на енергия с 50% или повече. Голяма част от входната енергия на помпата с високо налягане може да бъде възстановена от потока на концентрата и с подобряването на ефективността на устройствата за възстановяване на енергия значително се намалят енергийните нужди за обезсоляването с обратна осмоза. Използваните устройства, по ред на създаването им са:
- Пелтонова турбина: водна турбина, свързана към задвижващия вал на помпата с високо налягане, за да осигури част от входната си мощност. Аксиални бутални двигатели с положително изместване също са били използвани вместо турбини на по-малки системи.
- Турбокомпресор: водна турбина, директно свързана с центробежна помпа, която увеличава изходното налягане на помпата с високо налягане, намалявайки налягането, необходимо за помпата с високо налягане и по този начин нейната енергийна мощност, сходна по конструктивен принцип на турбокомпресорите на автомобилните двигатели.
- Помпа за регенериране на енергия: Бутална помпа с възвратно-постъпателно действие, която има поток под налягане, приложен към едната страна на всяко бутало, за да подпомогне задвижването на захранващия поток от мембраната от противоположната страна. Това са най-простите устройства за регенериране на енергия, които комбинират помпата за високо налягане и енергийната регенерация в едно саморегулиращо се устройство. Те са широко използвани за по-малките нискоенергийни системи. Те могат да консумират 3 kWh/m3 или по-малко.

### Реминерализация и регулиране на рН
Обезсолената вода е „стабилизирана“, за да се защитят тръбопроводите и склада, обикновено чрез добавяне на вар или сода каустик, за да се предотврати корозията на бетонни повърхности. Използва се вар за регулиране на pH между 6,8 и 8,1, за да отговаря на стандартите на питейната вода, главно за ефективна дезинфекция и контрол на корозията. Може да е необходима реминерализация, за да се заменят минералите, отстранени от водата заради обезсоляването и. Този процес е скъп и не много удобен, ако трябва да отговори на нуждите за минерали от хората и растенията. Например водата от националния воден носител на Израел обикновено съдържа разтворими магнезиеви нива от 20 до 25 mg/l, докато водата от завода Ашкелон няма магнезий. След като земеделските стопани са използвали тази вода, симптомите на магнезиевата недостатъчност се появяват в реколтите, включително домати, босилек и цветя, и трябва да бъдат излекувани чрез оплождане. Настоящите стандарти за питейна вода в Израел определят минимално ниво на калций от 20 mg/l. Заводът в Ашкелон използва сярна киселина за разтварянето на калцит (варовик), което води до концентрация на калций от 40 до 46 mg/l. Това все още е по-ниско от 45 до 60 mg/l в типичните Израелски сладки води.

### Дезинфекция
След-обработката представлява подготовката на водата за разпределение след филтриране. Обратната осмоза е ефективна бариера за патогените, но след-обработката осигурява вторична защита срещу компрометирани мембрани. Може да се използва дезинфекция чрез ултравиолетови (UV) лампи (понякога наричани бактерицидни), за да се стерилизират патогените, които са пропуснали процеса на обратна осмоза. Хлорирането или хлораминирането (хлор и амоняк) предпазва от патогени, които може да са попаднали в системата за разпределение, като например от ново строителство, обратно промиване, компрометирани тръби и т.н.

## Недостатъци
Домакинските блокове за обратна осмоза използват много вода, защото имат малък обратен натиск. В резултат на това те възстановяват само 5 до 15% от водата, постъпваща в системата. Остатъкът се изхвърля като отпадъчна вода. Тъй като отпадъчната вода носи с нея отхвърлените замърсители, методите за възстановяване на тази вода не са практични за домакинските системи. Отпадъчните води обикновено са свързани с канализацията на къщата и ще допринесат за натоварването на домакинската септична система. Устройство за обратна осмоза, което доставя 19 литра от обработена вода на ден, може да изхвърли между 75 до 340 литра отпадъчна вода на ден. Това има катастрофални последици за големите градове като Делхи, където широкомащабното използване на домашните устройства за обратна осмоза са увеличили общото търсене на вода на вече изсъхналата територия на столицата на Индия.
Мащабните промишлени/общински системи обикновено възстановяват 75% до 80% от подадената вода и дори достигат до 90%, тъй като те могат да генерират високо налягане, необходимо за по-голямата филтрация на обратната осмоза за възстановяване. От друга страна, тъй като възстановяването на отпадъчните води се увеличава в търговските операции, ефективните нива на отстраняване на замърсителите са склонни да намаляват, както се вижда от общото съдържание на разтворени твърди вещества в продукта.
Благодарение на фината си мембранна конструкция обратната осмоза не само премахва вредните замърсители, които се намират във водата, но и може да отстрани много от желаните минерали от водата. В редица проучвания са разгледани дългосрочните последици за здравето на питейната деминерализирана вода.

### Съображения за отпадъчния поток
В зависимост от желания продукт, или разтворителят, или разтвореният поток от обратна осмоза ще бъдат отпадъци. За приложения в хранителните продукти, разтвореното вещество е продукт, а разтворителят е отпадък. При приложения за третирането на вода, разтворителят е пречистена вода, а разтвореното вещество е отпадък. Оттокът от разтворители, получен при преработката на храна, може да се използва като рециклирана вода, но може да има по-малко възможности за обезвреждането на отпадъчен разтворим поток. Корабите могат да използват морски отпадъци, докато крайбрежните инсталации за обезсоляване обикновено използват морските зауствания. Заземените съоръжения за обратна осмоза може да изискват изпарителни езера или инжекционни кладенци, за да се избегне замърсяването на подземните води или повърхностния отток.

## Нови развития
От 70-те години на миналия век понякога се използва предварително филтриране на водите с по-голяма пореста мембрана, която изисква по-малко хидравлична енергия. Това обаче означава, че водата минава през две мембрани и често изисква повторно слагане под налягане, което изисква повече енергия да се вкарва в системата и по този начин увеличава разходите.
Друга скорошна разработка е фокусирана върху интегрирането на обратната осмоза с електродиализа, за да се подобри възстановяването на ценни дейонизирани продукти или за да се сведе до минимум обемът на концентрата, изискващ отделяне или изхвърляне.
При производството на питейна вода най-новите разработки включват наномащабни и графенни мембрани.
Най-големият завод за обезсоляване в света е построен през 2013 г. в Сорек, Израел. Той има мощност от 624 000 m³ (625 млн. литра) на ден. Тя също е най-евтината и продавана вода на властите за $0,58/m³.